# Stenocaris kliei
Stenocaris kliei är en kräftdjursart som beskrevs av Kunz 1936. Stenocaris kliei ingår i släktet Stenocaris och familjen Canthocamptidae. Arten är reproducerande i Sverige. Inga underarter finns listade i Catalogue of Life.